# Уоллис и Футуна Ла Премьер (телевидение)
Уоллис и Футуна Ла Премьер — телевизионный канал общественной французской компании France Televisions для вещания на заморской территории Уоллис и Футуна. Это также единственный местный телеканал на этом французском архипелаге в Тихом океане.

## История телеканала
В 1986 году телевизионная станция RFO (Французская радиовещательная и телевизионная компания для заморских территорий) на Уоллисе и Футуне создала подразделение RFO Wallis and Futuna (только на Уоллисе), которая начала вещание в цвете. Первый выпуск новостей вышел в эфир 9 августа 1990 года, его представила Люся Кавакава.
Возникло нежелание вождества и духовенства, которые не сразу согласились на предложение о создании местного телевидения. Телевидение было запрошено парламентариями Уоллис-и-Футуны, и жители увидели телевидение как подарок от метрополии.
Телевизионные трансляции на Футуне начались в декабре 1994 года. В мае 1995 г. все программы, не производимые на местном уровне, отправляются из RFO Paris через спутник, тогда как ранее они доставлялись на станцию через систему авиаперевозок со станции RFO Polynesia.
1 февраля 1999, RFO Wallis et Futuna меняет название на Télé Wallis et Futuna после преобразования RFO в Réseau France Outre-mer.
Реформа закона вещания 2004—669 от 9 июля 2004 г. интегрирует программную компанию Réseau France Outre-mer в публичную аудиовизуальную группу France Télévisions, от которой зависят Télé Wallis и Futuna. Его президент Реми Пфлимлен объявляет 12 октября 2010 г. изменение «имени всех телевизионных каналов французской заморской сети в зарубежной сети Ла Премьер» , чтобы приспособиться к созданию заморской DTT. Все телеканалы в сети меняют названия 30 ноября 2010 г. когда открылись DTT и TV, Уоллис и Футуна превратились в Уоллис и Футуна. Один. Изменение названия связано с лидирующей позицией этого канала на его территории вещания, а также с его номером один на пульте дистанционного управления и его нумерацией, соответствующей другим антеннам группы France Télévisions. После судебного процесса с кабельным каналом Paris Première, принадлежащим M6 Group, Уоллис и Футуна. Один становится 1 января 2018 г. Уоллис и Футуна. Первый.

## Визуальное оформление
Когда канал был создан в 1986 году, RFO Wallis использовала антенное оформление национальной программной компании RFO с визуальной идентичностью, подчеркивающей в своем логотипе её глобальное измерение, а в открытии антенны — технологический прогресс спутниковое вещание. В 1993 году оформление снова изменилась, вдохновившись образцом TF1 трехсторонней прямоугольной формы, но приняв три новых цвета: зелёный как сивол природы, оранжевый — земли и солнца и синий — моря, которые останутся у сети до 2005 года.
Как и RFO, Télé Wallis et Futuna менят 23 марта 2005 г. фирменный стиль. Теперь он как у группы France Télévisions, к которой она присоединилась летом 2004 года, используя тот же цветовой код, что и канал France Ô, оранжевый и белый, но расположенный на двух трапециях. После его переход в ТНТ 30 ноября 2010 г., он становиться доступен под аббревиатурой «Первый» в связи с его положением лидера на своей территории вещания и имеет то же визуальное оформление, что и другие каналы группы France Televisions, за счет использования жёлтой трапеции, обозначающей солнце заморских территорий.

### Слоганы
- «Мир — это цвета» (француз. «Le monde est couleurs») (1993—1997).

## Программы
До запуска TNT на заморских территориях, столичные телеканалы не транслировались на Уоллис и Футуна. Поэтому Télé Wallis et Futuna транслирует программы, составленные из собственного производства, программы других станций RFO (информация, журналы RFO Paris), но, прежде всего, повторные показы или прямые трансляции программ с каналов группы France Télévisions (газеты и информация из France 2 и France 3 транслируется в прямом эфире через спутник из Парижа, журналы, спорт, художественная литература, игры, фильмы, развлечения и программы для молодежи), TF1 (художественная литература, спортивные передачи, сериалы и реалити-шоу) от ARTE и независимых продюсеров.
Поскольку 30 ноября 2010 г. с появлением общественных городских каналов, Уоллис и Футуна. Первый должны были увеличить свои собственные производства, увеличив на 25 % местные программы, отдавая приоритет близости и решая экономические и социальные проблемы региона. Теперь канал может сам выбирать свои программы, и, благодаря увеличенному бюджету, который он получает, у него есть необходимые средства для производства, совместного производства и покупки. Возможность возобновления определённых программ каналов France Télévisions по-прежнему возможна, а также возможны крупные спортивные мероприятия, в частности футбол, регби, теннис, велоспорт. Теперь все транслируются в прямом эфире через спутник из Парижа. Каждый месяц, Уоллис и Футуна. Первый обменивает журналы, покрывающие в Южной части Тихого океана со станциями в Нумеа и на Таити и ретранслирует новости из Новой Каледонии и Полинезии каждое утро. Аналогичным образом, еженедельные телевизионные новости с Уоллиса и Футуны. Первый ретранслируются каждую неделю France Ô.

## Распространение
Уоллис и Футуна. Первый транслировалась в течение 25 лет в аналоговой беспроводной сети UHF SECAM двух островов через семь передатчиков TDF, которые все были выключены 27 сентября 2011 г. около 10 часов утра, эта дата окончательного перехода Уоллис и Футуна на цифровое наземное вещание.